# My House
My House (укр. Мій Дім) — другий студійний альбом німецької співачки Ocean'и, виданий 22 червня 2012 лейблом Warner Music.
Альбом містить 15 нових треків в тому числі хіт „Endless Summer”, який був вибраний офіційним гімном Чемпіонату Європи з футболу 2012 що відбувався в Польщі та Україні.

## Трек-лист
| #   | Назва                                 | Тривалість |
| --- | ------------------------------------- | ---------- |
| 1.  | «My House»                            | 4:02       |
| 2.  | «Sunshine Everyday»                   | 3:54       |
| 3.  | «Amazing (Feat. Maceo Parker)»        | 3:27       |
| 4.  | «Lose Control»                        | 3:15       |
| 5.  | «Put Your Gun Down»                   | 3:57       |
| 6.  | «Say Sorry»                           | 4:30       |
| 7.  | «Sweet Violet»                        | 4:12       |
| 8.  | «Diamonds»                            | 2:50       |
| 9.  | «Endless Summer»                      | 3:11       |
| 10. | «Love Is Dying (Feat. Mr. Vegas)»     | 3:52       |
| 11. | «Better Days»                         | 3:46       |
| 12. | «Hopes & Sins»                        | 3:46       |
| 13. | «Some People»                         | 3:08       |
| 14. | «Don't Walk Away»                     | 3:22       |
| 15. | «A Rockin Good Way (прихований трек)» | 7:33       |